# L'armata perduta
L'armata perduta è un libro di Valerio Massimo Manfredi edito nel 2007 da Arnoldo Mondadori Editore. Il romanzo ha vinto il premio Bancarella nel 2008.
Il libro racconta, in forma romanzata, la vicenda della lunga marcia dei diecimila mercenari greci assoldati dal principe persiano Ciro il Giovane per tentare di detronizzare il fratello, Artaserse II: la storia dei diecimila è documentata nel V secolo a.C. da Senofonte nell'Anabasi.

## Trama

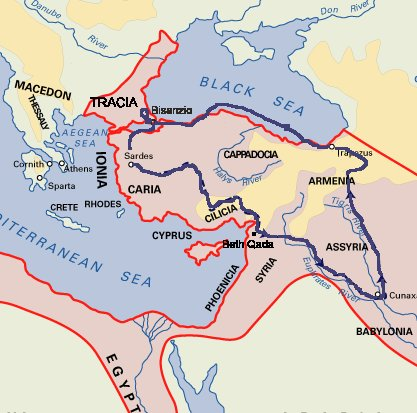
L'itinerario dell'armata greca

Nel villaggio di Beth Qadà, nel nord della Siria, tre ragazze (Abisag, Mermah e un'altra ragazza di cui l'autore non specifica il nome) assistono alla lapidazione di una straniera, appena arrivata, per un motivo che non riescono a comprendere. Durante la notte, per pietà e per curiosità, le tre si recano presso il corpo della straniera e quando la scoprono ancora viva, riescono a salvarla e a nasconderla in un capanno in disuso dove la curano. Ripresasi, la fanciulla afferma di chiamarsi Abira e di essere nativa di Beth Qadà, da dove era fuggita anni prima per seguire un guerriero. Le ragazze incuriosite vogliono conoscere tutta la storia, al che Abira inizia a raccontare la sua avventura.
Anche lei, come loro, andava tutti i giorni ad attingere l'acqua dal pozzo, ed era sempre stata convinta che la sua vita sarebbe stata simile a quella delle donne della zona: matrimonio combinato dai genitori, molti figli, nessuno svago e monotonia. Ma tutte le sue certezze svaniscono quando, un giorno, arriva l'esercito di Ciro, ed ella conosce un giovane guerriero di nome Xeno, finendo per innamorarsene perdutamente. Lui le chiede di seguirlo e Abira accetta, fuggendo dal villaggio. Agli occhi dei suoi paesani diventa così una traditrice, avendo infatti disonorato il suo futuro sposo e la sua famiglia e come tale avrebbe dovuto essere trattata se mai fosse ritornata.
Abira entra ben presto a contatto con il piccolo universo che marcia al seguito dell'esercito, costituito da innumerevoli servitori, mercanti e prostitute, e ha anche modo di conoscere meglio l'amante, Xeno: questi è sì un guerriero, ma il suo compito principale è di tenere un diario del viaggio, e verrà soprannominato, con un po' di disprezzo, "lo scrittore". Alle truppe viene inizialmente fatto credere che la loro missione sia di attaccare alcune tribù barbare che si erano ribellate, ma col passare del tempo a tutti diventa chiaro, anche con il contributo di Xeno, il vero piano di Ciro: sconfiggere il fratello maggiore Artaserse e prenderne il posto sul trono del più grande impero del mondo. L'esercito di Ciro è formato da circa 100.000 asiatici al comando di Arieo e 13.000 greci guidati dallo spartano Klearchos; Ciro basa le sue speranze di vittoria soprattutto su di una parte di loro, i mitici "Mantelli Rossi", gli spartani, considerati la più potente arma di guerra da quando 300 di loro fermarono un'immensa armata persiana alle Porte Ardenti (le Termopili), ottant'anni prima.
Arrivati nella piana nei pressi del villaggio di Cunassa, i protagonisti si trovano la strada per Babilonia bloccata dall'esercito guidato da Artaserse, che li sovrasta numericamente. I “Diecimila” si schierano nell'ala destra, ma all'ultimo momento Ciro chiede loro di cambiare il piano di battaglia deciso, convergendo verso il centro dello schieramento avversario dove si trova Artaserse; Klearchos però rifiuta, preferendo rispettare il piano stabilito nella notte. I greci attaccano l'ala sinistra persiana, travolgendola e inseguendola per un lungo tratto. Quando verso sera tornano indietro, si aspettano di aver conseguito una vittoria schiacciante, ma, con amara sorpresa, trovano il campo di battaglia vuoto e il corpo di Ciro impalato al centro. Comprendono anche che i persiani controllano da lontano le loro mosse, timorosi di doversi scontrare con loro nonostante la superiorità numerica, e che sono riusciti a portare dalla loro parte Arieo e i 100.000 asiatici.
Dopo alcuni giorni di trattative, si decide che i greci potranno tornare indietro, accompagnati da un esercito persiano guidato da Tissaferne che dovrà recarsi in Lidia ad assumere la carica di satrapo in sostituzione di Ciro. I due eserciti iniziano così a risalire la valle del Tigri, mantenendosi a debita distanza, in quanto nessuno si fida dell'altro; nonostante ciò, quotidianamente avvengono scontri tra reparti avversari che aumentano le tensioni tra le due parti. Per porre fine a tale situazione, i persiani propongono un incontro a cui dovranno presenziare tutti i comandanti greci più alti in grado. In realtà si tratta di un tranello e Klearchos e tutti i suoi generali vengono catturati dai persiani, che si convincono che, senza i propri punti di riferimento, l'armata greca cadrà nello scoraggiamento e nella disorganizzazione, divenendo quindi una facile preda. E invece Xeno, il misterioso Sophos che fino ad allora era sempre stato al margine delle azioni, si rivela essere un ufficiale d'alto grado dell'esercito spartano in missione segreta: il prode guida un pugno di altri guerrieri che sostituiscono i generali morti e infligge una pesante sconfitta ai persiani non appena tentano di attaccare.
Nonostante ciò la situazione non è per nulla favorevole ai Diecimila, in quanto l'unica via possibile per tornare a casa è quella verso il nord che attraversa i monti abitati dai feroci Kardachia, da cui mai nessun corpo militare è riuscito a tornare vivo. Tra le strette valli e i gelidi passi montani, la marcia dei greci si trasforma in un calvario, poiché i soldati sono continuamente attaccati dai Kardachi che, non osando sfidarli in campo aperto, li punzecchiano con tattiche da guerriglia, fino a spingerli all'inguadabile fiume Kentrites che segna il confine col regno dell'Armenia. Qui la sorte dell'armata greca sembra segnata: impossibilitati a proseguire, con un esercito persiano che li attende sull'altra sponda e coi Kardachi ora riunitisi in grande numero che minacciano di attaccarli quanto prima, sembrano destinati ad una morte cruenta. Invece avviene un colpo di fortuna: viene casualmente scoperto un guado pochi chilometri più a valle, che permette al grosso dell'esercito di passare il fiume e prendere alle spalle l'armata persiana sconfiggendola, mentre la retroguardia greca riesce a battere i montanari Kardachi, impreparati a combattere una battaglia campale.
Il satrapo d'Armenia, Tirbaz, propone quindi un patto: lascerà passare i greci permettendo loro di approvvigionarsi, a patto però che quest'ultimi in cambio lascino integre le terre e i paesi attraversati. Sophos, che era stato precedentemente nominato comandante supremo, accetta, e la marcia verso nord e il Ponto Eusino (attuale Mar Nero), dove vi sono colonie greche, può riprendere. Nel frattempo Abira, che ha imparato il greco, continua la sua storia d'amore con Xeno, che la rende partecipe delle decisioni che la sua nuova posizione lo porta a dover prendere; pur essendo dubbiosa sui reali intenti dei persiani, non riesce a convincere Xeno del pericolo. Durante il cammino, inoltre, Abira si è fatta carico di aiutare Lystra, una giovane prostituta incinta che il lenone aveva abbandonato, e la missione di portare in salvo la vita della madre e del nascituro diventa per lei sempre più importante.
Arriva l'inverno, e l'attraversamento del gelido altopiano armeno e delle catene montuose che lo intersecano si dimostra la prova più dura, poiché quando finalmente i greci arrivano al mare, si contano quasi 4000 morti, ma di questi meno di 500 sono caduti in combattimento, e tutti gli altri sono spirati per il freddo e gli stenti. I soldati continuano per lunghe settimane la loro avanzata verso settentrione. Durante una tappa, arriva il momento per Lystra di partorire, ma il parto va per le lunghe, e quando l'esercito riprende la marcia il bambino non è ancora nato. Abira decide di restare con la puerpera, all'addiaccio e sotto una tormenta di neve; nonostante tutti i suoi sforzi, né la madre ne il figlio resistono alle terribili condizioni, e, quando finalmente Abira si rende conto che non ci sono più speranze e cerca di raggiungere l'armata, la tormenta ha ormai cancellato ogni traccia. La giovane, sfinita, crolla al suolo pensando che sia la fine anche per lei, ma si risveglia all'accampamento, vicino a Xeno, che le spiega che è stata trovata dalle sentinelle poco fuori dal campo. Lei ha come il ricordo di cui un cavaliere comparso dal nulla che l'ha portata fin là, ma nessuno dice di averlo visto.
Quando arrivano presso le rive di un grande fiume che va verso est, Xeno lo identifica erroneamente come il fiume Fasi, che egli sa sboccare proprio nelle vicinanze della colonia greca di Trapezus (Trebisonda), e quindi propone di seguirne il corso; nessuno degli altri generali è d'accordo, ma stranamente Sophos gli dà fiducia. Dopo parecchi giorni di marcia, è però evidente che il fiume continua ad andare verso est: Xeno è confuso, ma Sophos non vuole modificare i suoi ordini. Tutti sono increduli, e l'unica che prova a capire realmente come mai Sophos, che si è sempre dimostrato un ottimo condottiero, perseveri in un atteggiamento suicida, è Abira, che con l'aiuto di alcune amiche riesce a introdursi nella tenda di Sophos alla ricerca di qualche documento. Viene scoperta, ma in seguito al suo gesto Sophos è costretto a confessare il ruolo impostogli dai governanti spartani che volevano aiutare Ciro (nel caso fosse riuscito a detronizzare il fratello) ma senza che si sapesse (nel caso al contrario Artaserse avesse sconfitto i ribelli), quindi l'armata avrebbe dovuto vincere con Ciro o essere annientata in caso di sconfitta. Si sta verificando invece una terza situazione, pericolosissima per Sparta, nella quale l'armata tornasse indietro svelando il tradimento nei confronti del Gran Re; Sophos doveva impedire che ciò succedesse, anche a costo della propria vita. Messo di fronte alle proprie responsabilità, Sophos capisce di non aver alcun diritto di tradire quegli uomini che ormai ama come figli, e decide di condurli alla salvezza, conscio che questo significherà la sua morte. Riprendono perciò a marciare verso nord e dopo lunghe tribolazioni finalmente giungono al mare ed entrano in Trapezus.
L'avventura sembra finita, ma l'esercito viene spedito fino a Bisanzio dove viene fatto accampare all'esterno della città senza ordini e senza viveri. Sophos muore, quasi certamente avvelenato da sicari spartani, e Xeno assume il comando. Abira nota che però egli è cambiato: non è più l'audace sognatore di un tempo, e anche quando ha ricevuto notizie da Atene che i suoi genitori gli hanno trovato una moglie, acconsente passivamente, senza preoccuparsi di Abira.
L'armata viene assunta da un signorotto della Tracia che mira alla conquista di un piccolo regno, ma all'atto pratico non paga il dovuto e dopo breve tempo l'esercito torna verso Bisanzio, dove emissari spartani li contattano per arruolarli in un corpo di spedizione che Sparta sta allestendo per attaccare il loro vecchio nemico Tissafene. Gli uomini accettano e quindi si recano fino al luogo di concentramento, non lontano da Sardi, la città da dove un paio di anni prima erano partiti. Qui Xeno considera conclusa la sua opera e lascia l'esercito. Abira capisce che anche la loro storia è terminata e se ne va tornando al suo villaggio.
Il racconto di Abira termina qui, ma qualche notte dopo, in un'atmosfera irreale, dal vento del deserto compare un cavaliere con un candido mantello; è Menon, "bello e feroce", uno dei comandanti catturati dai persiani, l'unico che poteva riuscire a sfuggire loro. Da sempre innamorato di Abira, egli aveva seguito le orme dell'armata, salvandola dalla tormenta, e ora era giunto a riprenderla. Il romanzo termina così con Abisag e le amiche che osservano i due scomparire nella notte.

## Personaggi
- Abira, protagonista e la voce narrante
- Abisag e Mermah, due delle ragazze che soccorrono Abira, sono affiancate da una terza della quale l'autore non specifica il nome
- Xeno, nomignolo di Senofonte, giovane ateniese, arruolato nell'esercito di Ciro per scriverne il diario, ne diverrà il comandante
- Klearchos, spartano, comandante dei mercenari greci
- Agasìas, Aghias, Menon, Proxenos, Socrate: generali dell'esercito greco che cadranno in mano ai persiani
- Arieo, comandante del contingente asiatico dell'esercito di Ciro
- Artaserse II, Gran Re dei persiani
- Ciro, fratello di Artaserse e governatore della Lidia
- Kleanor, Timas, Xanthi: guerrieri greci, diverranno generali dopo la cattura dei vecchi comandanti
- Lystra, giovane prostituta al seguito dell'esercito
- Parisatis, regina di Persia, madre di Artaserse e Ciro
- Sophos, unico ufficiale regolare spartano nell'armata, ne diverrà il comandante supremo
- Tirbaz, satrapo d'Armenia
- Tissaferne, cognato di Artaserse, generale dell'esercito persiano, diverrà satrapo di Lidia dopo la battaglia di Cunassa
- Menon, comandante catturato dai persiani e innamorato di Abira
- Melissa, concubina di Ciro, in seguito amante di Kleanor

## Edizioni
- Valerio Massimo Manfredi, L'armata perduta, collana Omnibus italiani, Mondadori, 6 novembre 2007,  p. 413, ISBN 9788804562108.
- Valerio Massimo Manfredi, L'armata perduta, collana Oscar grandi bestsellers, Mondadori, 21 ottobre 2008,  p. 431, ISBN 9788804581215.
- Valerio Massimo Manfredi, L'armata perduta, collana I Miti, Mondadori, 2009,  p. 518, ISBN 9788804592815.
- Valerio Massimo Manfredi, L'armata perduta, collana Oscar bestsellers, Mondadori, 18 gennaio 2011,  p. 431, ISBN 9788804605065.
- Valerio Massimo Manfredi, L'armata perduta, collana Oscar bestsellers, Mondadori, 18 maggio 2016,  p. 431, ISBN 9788804667179.
- Valerio Massimo Manfredi, L'armata perduta (lettura di Giancarlo Vitaterna), Feltre: Centro Internazionale del Libro parlato, 2009
- Valerio Massimo Manfredi, Eroi, Milano: Mondadori, 2011, contiene: Lo scudo di Talos, Le paludi di Hesperia, L'armata perduta

Inoltre, il libro è stato tradotto in portoghese, francese, inglese e spagnolo.